# Nils Wihlborg
Nils Wihlborg, född 27 juli 1874 i Mörrums församling, Blekinge län, död 22 februari 1952, var en svensk häradshövding.
Efter mogenhetsexamen i Karlskrona 1893 blev Wihlborg juris utriusque kandidatvid Lunds universitet 1898, genomförde tingstjänstgöring 1898–1901, blev fiskal i Skånska hovrätten 1906, t.f. revisionssekreterare 1907, assessor 1908, hovrättsråd 1909, revisionssekreterare 1911, häradshövding i Norra Hälsinglands domsaga 1912 samt i Rönnebergs, Onsjö och Harjagers domsaga 1931–1944.
Wihlborg var Justitieombudsmannens suppleant 1918–1919, sakkunnig i justitiedepartementet 1916–1921, särskild skiljedomare i arbetstvister 1927–1930, ledamot och ordförande i jordkommittén 1919–1920, ordförande i lantmäterikommittén 1919–1920, för 1927 års prästlönesakkunniga, för 1932 års kronojordutredning och ordförande i ett flertal utredningar rörande arrende- och vanhävdslagstiftning 1941–1944.
I Hudiksvall var Wihlborg vice ordförande i stadsfullmäktige 1917–1930, i Landskrona ledamot av stadsfullmäktige 1938–1943, vice ordförande 1941–1942, styrelseordförande i Rönnebergs Sparbank, vice ordförande i Svenska Handelsbankens kontorsstyrelse 1931–1945, ordförande i kristidsnämnden från 1939, i hyresnämnden från 1942 och inspektor vid högre allmänna läroverket 1931–1945. Nils Wihlborg är begravd på Gamla kyrkogården i Reslöv.